# Gestion de la relation vendeur
Pour les articles homonymes, voir GRV.
La gestion de la relation vendeur (GRV) est la traduction de l'anglais Vendor Relationship Management (VRM) qui constitue un nouveau paradigme dans le domaine du marketing. C'est la réciproque de CRM (Customer Relationship Management) ou GRC Gestion de la relation client.
La GRV fournit aux consommateurs les outils pour trouver les produits et services les plus adaptés à leurs attentes en se fondant sur les offres des fournisseurs.
L'objectif de la GRV est d'améliorer la relation entre l'offre et la demande en fournissant de nouveaux et de meilleurs moyens pour y parvenir. Plus généralement, la GRV entend améliorer les marchés et leurs mécanismes offrant aux consommateurs -à travers ces outils- la possibilité d'être indépendants vis-à-vis des vendeurs.
Ce concept a été introduit par l'université Harvard Berkman Center for Internet and Society (en). Le projet est initié par Doc Searls (en), en collaboration avec l'équipe de Berkman Center.
Les outils de GRV offrent aux consommateurs les moyens de prendre leur part du travail dans la relation avec les vendeurs et les organisations. Ils visent à soulager la gestion de la relation client (Customer Relationship Management en anglais) du besoin perçu de devoir cibler, capturer, acquérir, verrouiller, diriger, posséder, gérer et plus largement prendre la direction de leurs relations avec les clients. Via la GRV côté client, ceux-ci sont amenés à participer et non seulement à être suiveurs.

## Principes et buts du concept de la GRV
Le concept de GRV tire beaucoup de ses caractéristiques du concept de la gestion de la relation client.
Le VRM doit permettre aux clients de décider par eux-mêmes quelles données et informations seront divulguées aux vendeurs. Le pouvoir de décisions est donc transmis aux consommateurs ce qui a pour but de favoriser la solidification des relations entre les acheteurs et vendeurs. L’importance du nombre et de la qualité des données récoltées seront ainsi un indicateur important pour juger de l’intensité de la relation client. La GRV est également destinée à soutenir et à diminuer l’effort requis en termes de gestion de la relation client (CRM). Ce concept est donc la fonction client et la contrepartie naturelle du concept de gestion de la relation client. Il vise, ainsi, à faciliter l’engagement, l’indépendance, l’action et le contrôle des clients envers les vendeurs. L’implication du consommateur devient donc une partie intégrante du processus afin d’augmenter et de solidifier la relation acheteur-vendeur.
Le concept de GRV est né de l'idéologie de participation et de liberté du consommateur : un client plus libre apporte plus de valeur qu’un client qui se sent emprisonné,. Il donnera ainsi ses opinions plus ouvertement, ce qui favorisera des relations plus saines et plus solides. Les clients sont maintenant partie intégrante dans l’approche relationnelle de l’entreprise. Cette dernière est axée sur la libération du client qui prend le contrôle de ses relations d’achats avec les vendeurs. Les clients possèdent ainsi la gestion de leurs données et décident quand, où, à qui et comment, leurs données seront divulguées. La GRV a donc pour but d’augmenter la fidélité de la clientèle tout en permettant à l’entreprise de mieux cibler son marketing mix en ayant un feedback beaucoup plus directe.

### Principes fondamentaux de la GRV
Le Project VRM mené par Doc Searls a également défini les grands principes afin de mettre en place une stratégie VRM (ou GRV) dans une entreprise :
Tout d'abord, fournir des outils pour les consommateurs afin qu’ils puissent gérer leur relation avec les organisations: ces outils doivent être sous le contrôle de l’individu lui-même et doivent être personnels. Le consommateur peut ainsi s'appuyer sur les réseaux sociaux pour se connecter facilement avec les autres clients, favoriser la formation de groupes et encourager l’action.
Ensuite, faire en sorte que la collecte de données et le stockage soient réalisés, gérés et pris en charge par le client. Ces données personnelles comme les détails d’un abonnement, l’historique d’achats, ou les lieux de résidences ne seront alors plus dispersées.
Offrir aux consommateurs, la possibilité de partager ses données de manière sélective. Les informations personnelles divulguées aux entreprises sont à la discrétion et selon la volonté de l’individu.
Offrir aux consommateurs, la possibilité de contrôler la manière dont les données sont utilisées par les autres intervenants. L’individu déciderait alors, de la durée d’utilisation de ses données par d’autres utilisateurs. De plus, le client pourrait mettre fin à cette relation quand il le souhaiterait, cela signifie que les données personnelles utilisées devront alors être supprimées.
Offrir aux consommateurs la possibilité d’affirmer ses propres conditions de services. Ceci afin de réduire la pénibilité liée à l'appréhension des conditions de services écrites par les entreprises, qui ne sont bien souvent pas lues avant d’être acceptées.
Fournir aux clients des moyens afin d’exprimer leurs demandes dans un contexte de marché libre. Le client ne doit pas être confiné à une organisation particulière et doit être en mesure de s’exprimer ouvertement sans avoir l’obligation de divulguer des informations personnelles.
Faire des platesformes individuelles qui favorisent le “business” en ouvrant le marché à de nombreux types de services de tiers qui serviront aux acheteurs ainsi qu'aux vendeurs.
Baser les outils de gestion des relations sur des standards ouverts et des API ouvertes (interfaces de programme d'application). Cette méthode permettrait à l’entreprise de soutenir une activité de plus en plus variée et complexe comportant un nombre grandissant de liens sociaux.

## Similitudes et différences entre GRV et GRC
La gestion de relation client est l’ensemble des opérations d’une entreprise pour fidéliser ses clients actuels ou prospectifs. Cette opération devient impérative dans le contexte d’un monde digital où les clients deviennent de plus en plus nomades et infidèles.
La GRC (gestion de la relation client) et la GRV (gestion de la relation vendeur) sont dans un certain sens similaire, car elles offrent toutes les deux l’opportunité de créer un lien entre les entreprises et le client. Ces systèmes ont entre autres pour fonctions :
Un dialogue ouvert sur les produits et services offerts. Il est possible que le site web d’une entreprise ne réponde pas à toutes les questions d’un client. La GRV et la GRC offrent l’opportunité au client de communiquer avec l’entreprise,.
Une opportunité pour le client de faire entendre sa voix. Les campagnes de publicité sont majoritairement des communications unidirectionnelles. Le modèle standard voit les entreprises mettre en valeur certaines offres auprès d’une clientèle cible. La GRC et la GRV sont différentes, car elles offrent l’opportunité au client de faire part à l’entreprise de ses inquiétudes, opinions et désires. Ces formes de communication ressemblent plus à des dialogues qu’à des monologues de publicité traditionnels,.
Permettre de créer un lien avec le client. Cet aspect est un des bienfaits les plus importants de la GRC et de la GRV. Les entreprises désirent souvent fidéliser leur clientèle alors que les clients veulent se sentir valorisés. La GRC et la GRV ont le potentiel de créer ceci en facilitant le dialogue entre les deux entités. Une fois la conversation amorcée, il est possible pour l’entreprise de mieux comprendre les besoins de sa clientèle. Ceci lui permet ainsi, d’offrir une réponse personnalisée selon les contraintes et attentes du client. En retour, il est plus probable que le client soit satisfait par l’entreprise en question si elle prend en compte ses attentes. Cela devrait alors favoriser une relation plus fidèle avec l’entreprise pour le client et pouvant aller, dans certains cas, jusqu'à devenir ambassadeur de la marque,.
Malgré leurs similitudes, la CRM et la GRV présentent des différences importantes :
La GRV est gérée par le client tandis que la CRM est gérée par l'entreprise. De plus, un des objectifs de la CRM est de donner l’opportunité aux consommateurs de communiquer avec l’entreprise. Malgré ceci, ce type d’échange est plus utile pour l’entreprise que pour le consommateur,.
La majorité des méthodes de GRC vont avoir recours au nom, adresse courriel et autres informations pertinentes sur le client. Ces informations peuvent ensuite être utilisées pour acheminer de la publicité et autre communication à but promotionnel envers le client. La GRV se démarque de la GRC, car elle offre plus de contrôle au client. Comme indiqué plus haut, le consommateur qui utilise un système de GRV peut choisir les entreprises auxquelles il offre son information personnelle. La divulgation des adresses courrielles, des adresses postales et les numéros de téléphone ne sont plus des prérequis à la communication. Ceci permet donc une meilleure protection des données personnelles. La GRV permet aussi au client de comparer les offres de plusieurs entreprises. De plus, un avantage important pour le client, réside dans le fait que s’il doit changer d’adresse, de numéro de téléphone ou autre, il aura seulement besoin de changer cette donnée une fois. Elle sera alors automatiquement mise à jour dans les bases de données des entreprises avec lesquelles le client fait affaire,.
La CRM et la publicité actuelle servent à capter l’attention de clients potentiels, les inciter à l’achat puis à les fidéliser. Dans cette perspective l’entreprise a donc pour mission de trouver le client, de le capter puis de le garder. Il est alors important pour les entreprises de stimuler l’achat. Le client inactif doit devenir actif et le client actif ne doit pas la quitter. La GRV remets en cause cette idée établie car, elle repose sur la philosophie d’intention d’achat,. L’utilisation de la GRV requiert que les entreprises adopte la philosophie qu’il vaut mieux cibler les clients qui ont l’intention de consommer plutôt que de trouver des clients désirant consommer. L’économie de l’intention (le désir de consommer) fait le point sur les marchés au lieu du marketing. Dans ce type de structure, le client n’agit pas dans le secteur de chaque entreprise, mais survole toutes les offres pour un besoin spécifique. Il est donc nécessaire pour les entreprises de pouvoir identifier le besoin spécifique du client. Pour ce faire, l’accent doit être mis sur la communication, la relation client mais également sur la réputation. Il est important de noter que dans ce cas, cette dernière est non seulement liée à la notoriété de la marque, mais aussi, à la capacité de l’entreprise à répondre aux besoins de sa clientèle.